# Stranda härad, Viborgs län
Stranda härad var ett härad i Viborgs län. Häradets område avträddes i sin helhet till Sovjetunionen efter fortsättningskriget.
Ytan (landsareal) var 2614,0 km² 1910; häradet hade 31 december 1908 68.062 invånare med en befolkningstäthet av 26,0 inv/km².

## Ingående kommuner
De ingående landskommunerna var 1910 som följer:
- Björkö, finska: Koivisto
- Lövskär, finska: Lavansaari
- Nykyrka, finska: Uusikirkko
- S:t Johannes (S:t Johannis), finska: Johannes
- Seitskär, finska: Seitskari (Seiskari, Seitskaarto)
- Viborgs landskommun, finska: Viipurin maalaiskunta

Vahviala bildades ur delar av Viborgs landskommun, Säkkijärvi och Lappvesi 1921. Kanneljärvi bröts ur Nykyrko kommun 1925. Björkö köping bröts ur landskommunen 1927.
1937 överfördes Nuijamaa (som tidigare hade överförts från Jäskis härad), Vahviala och Viborgs landskommun till det nybildade Viborgs härad.